# 周兴江
周兴江（1966年2月—），男，汉族，江苏淮阴人，中华人民共和国政治人物。现任中国科学院物理研究所研究员，博士生导师，超导国家重点实验室主任。第十四届全国政协委员。